# 21 Korpus Zmechanizowany (ZSRR)
21 Korpus Zmechanizowany (ros. 21-й механизированный корпус) – wyższy związek taktyczny wojsk zmechanizowanych Armii Czerwonej okresu II wojny światowej.

## Historia
Formowanie Korpusu rozpoczęto w marcu 1941 roku w Moskiewskim Okręgu Wojskowym. Sztab Korpusu rozlokowano w Idrycy w obwodzie kalinińskim. Dowództwo formowanej jednostki powierzono Dmitrijowi Leluszence. W fazie początkowej 21 Korpus Zmechanizowany dysponował tylko 98 czołgami, typu BT-7 i T-26.
W chwili ataku Niemiec na ZSRR Korpus oprócz wspomnianego wyżej sprzętu posiadał jeszcze 30 czołgów z miotaczami płomieni (chemiczne) i znajdował się w rezerwie Stawki. 24 czerwca został wzmocniony dwoma batalionami czołgów liczącymi 105 czołgów BT-7 i 2 czołgi T-34. W początku lipca 1941 roku Korpus wchodził w skład wojsk 27 Armii Frontu Północno-Zachodniego. 
W trakcie walk o Dyneburg i nad Dźwiną Korpus atakowany był przez: 8 Dywizję Pancerną, 3 Dywizję Zmotoryzowaną, 3 Dywizję Pancerną SS Totenkopf oraz 121 i 290 Dywizję Piechoty. Poniósł znaczne straty w sprzęcie bojowym. Stracił też prawie połowę stanu osobowego. Kwatera Główna postanowiła rozwiązać korpusy zmechanizowane. Oficjalnie dowództwo Korpusu zostało rozformowane 5 września 1941 roku, a dywizje wchodzące w jego skład podporządkowano bezpośrednio dowództwom armii. Dotychczasowy dowódca Korpusu Dmitrij Leluszenko został wezwany do Moskwy gdzie mianowany został zastępcą szefa Głównego Zarządu Wojsk Pancernych Armii Czerwonej z zadaniem formowania brygad pancernych.

## Dowódcy korpusu
- generał major Dmitrij Leluszenko

## Struktura organizacyjna
- 42 Dywizja Pancerna, dowódca płk Nikołaj Wojejkow
- 46 Dywizja Pancerna, dowódcy: płk I. Wasiliew, płk Wasilij Kopcow
- 185 Dywizja Zmotoryzowana, dowódca gen mjr Piotr Rudczuk[5] oraz 11 pułk motocyklowy, 127 samodzielny batalion łączności, 59 samodzielny zmotoryzowany batalion inżynieryjny i 121 korpuśna eskadra lotnicza.